# Clubiona natalica
Clubiona natalica är en spindelart som beskrevs av Simon 1897. Clubiona natalica ingår i släktet Clubiona och familjen säckspindlar. Inga underarter finns listade i Catalogue of Life.